# Maria Isabel de Hesse-Darmstadt
Maria Isabel de Hesse-Darmstadt (em alemã, Marie Elisabeth von Hessen-Darmstadt; Darmstadt, 11 de março de 1656 - Römhild, 16 de agosto de 1715) foi a única duquesa-consorte de Saxe-Römhild.

## Casamento
No dia 1 de março de 1676, Maria Isabel casou-se em Darmstadt, com o duque Henrique que, na altura, governava o estado de Saxe-Gota em conjunto com os seus seis irmãos. Em 1680, os irmãos decidiram dividir o estado e Henrique passou a ser duque de Saxe-Römhild, onde já residia no Castelo de Glücksburg. Após a morte de Henrique houve uma disputa entre os seus irmãos por causa da herança de Saxe-Römhild que só ficou completamente resolvida em 1765.
Henrique amava a sua esposa a quem chamava "Marielies" e construiu vários edifícios em sua honra, incluindo uma casa numa caverna chamada "o deleite de Maria Isabel". O casal não teve filhos e Henrique morreu em 1710, muito endividado. Maria Isabel morreu cinco anos depois.

## Genealogia
| Maria Isabel de Hesse-Darmstadt | Pai: Luís VI de Hesse-Darmstadt       | Avô paterno: Jorge II de Hesse-Darmstadt       | Bisavô paterno: Luís V de Hesse-Darmstadt       |
| Maria Isabel de Hesse-Darmstadt | Pai: Luís VI de Hesse-Darmstadt       | Avô paterno: Jorge II de Hesse-Darmstadt       | Bisavó paterna: Madalena de Brandemburgo        |
| Maria Isabel de Hesse-Darmstadt | Pai: Luís VI de Hesse-Darmstadt       | Avó paterna: Sofia Leonor da Saxónia           | Bisavô paterno: João Jorge I da Saxônia         |
| Maria Isabel de Hesse-Darmstadt | Pai: Luís VI de Hesse-Darmstadt       | Avó paterna: Sofia Leonor da Saxónia           | Bisavó paterna: Madalena Sibila da Prússia      |
| Maria Isabel de Hesse-Darmstadt | Mãe: Maria Isabel de Holstein-Gottorp | Avô materno: Frederico III de Holstein-Gottorp | Bisavô materno: João Adolfo de Holstein-Gottorp |
| Maria Isabel de Hesse-Darmstadt | Mãe: Maria Isabel de Holstein-Gottorp | Avô materno: Frederico III de Holstein-Gottorp | Bisavó materna: Augusta da Dinamarca            |
| Maria Isabel de Hesse-Darmstadt | Mãe: Maria Isabel de Holstein-Gottorp | Avó materna: Maria Isabel da Saxónia           | Bisavô materno: João Jorge I da Saxônia         |
| Maria Isabel de Hesse-Darmstadt | Mãe: Maria Isabel de Holstein-Gottorp | Avó materna: Maria Isabel da Saxónia           | Bisavó materna: Madalena Sibila da Prússia      |